# Stora Bernstorp
Stora Bernstorp är ett köpcentrum i Burlövs kommun öppnat 2008. Området ligger nordost om Malmö där riksväg 11 korsas av Yttre Ringvägen och gränsar mot Husie. Handelsplatsen har även några restauranger, som McDonald's, samt en OKQ8-mack. År 2012 byggdes en avfart från Yttre Ringvägen mot området. Sedan andra hälften av augusti 2021 har Malmös stadsbusslinje 34 Stora Bernstorp som ändhållplats, vilken ersatte stadsbusslinje 4.